# Teluk Lecah
Teluk Lecah is een bestuurslaag in het regentschap Bengkalis van de provincie Riau, Indonesië. Teluk Lecah telt 3000 inwoners (volkstelling 2010).